# Frontier Works
A Frontier Works (株式会社フロンティアワークス; Kabusikigaisa Furontia Vákusu) egy japán vállalat, ami animékkel kapcsolatos médiumokat, például OVA-kat, rádiódrámákat, dráma CD-ket, anime zenei albumokat forgalmaz. A céget 2002 augusztusában alapították.

## Munkái

### Animék
- Air
- Binbó Simai Monogatari
- Comic Party
- Cuki va Higasi ni Hi va Nisi ni: Operation Sanctuary
- Esper Mabi
- Gun Parade March: Arata Naru Kógen Uta
- Hetalia: Tengelyhatalmak
- Higurasi no naku koro ni
- Karin
- Maria-szama ga miteru
- Marmalade Boy
- Papuva
- Szaiunkoku monogatari
- Szaijuki Reload
- Tactics
- The Mythical Detective Loki Ragnarok
- To Heart
- To Heart 2
- Wind: A Breath of Heart
- Zettai Muteki Raidzsin-Oh

### OVA-k
- Mizuiro
- Saint Beast
- Utavarerumono

### Zene albumok
- Lucky Star sorozat
- Maria-szama ga Miteru 1 sorozat

### Dráma CD-k
- Karneval Carnival
- Maria Holic
- Kamui
- Drama CD Lucky Star
- DJCD Maria-sama ga Miteru
- Venus Versus Virus
- Higurasi no naku koro ni
- Kurosicudzsi
- Sekirei Original Drama CD
- Cat Paradise
- Triggerheart Exelica Parallel Anchor
- Taisó Baseball Girls: Young Ladies Hiking
- Pandora Hearts Drama CD
- Persona 3 Drama CD sorozat

## Külső hivatkozások
- Hivatalos weboldal (japánul)